# Östra Göinge herred
Östra Göinge härad (før 1658 dansk: Øster Gønge Herred) var et herred beliggende i Helsingborg len i det nordlige Skåne. Gønge udgjorde frem til 1637 et herred, hvorefter der oprettedes Vester og Øster Gønge herreder. Herredet indgik  mellem 1719 og 31. december 1996  i Kristianstad len og er nu en del af Skåne len. Det  har et areal på 109.360 ha.
Herredet udgjorde sammen med Villand herred en domsaga og  med Västra Göinge herred et fögderi.
Under de svenske krige var Gønge centrum for de dansksindede snaphaner. Örkened ligger i herredet.

## Sogne i herredet
| - Emmislöv - Färlöv - Glimåkra - Gryt - Hjärsås - Hästveda - Knislinge - Kviinge - Loshult | - Osby - Norra Strö - Örkened - Östra Broby Emmislöv - Färlöv - Glimåkra - Gryt - Hjärsås | - Hästveda - Knislinge - Kviinge - Loshult - Osby - Norra Strö - Örkened - Östra Broby |

## Våben
Herredets våben blev fastlagt den 14. december 1951.